# 定金晃三
定金 晃三（さだかね こうぞう、1947年 - ）は、日本の天文学者。大阪教育大学名誉教授。専門は、恒星物理学、高分散分光観測。特に、恒星大気の化学組成の研究で世界的な成果を多数収めている。近年は、惑星を持つ恒星系の化学組成研究に活発に取り組んでいる。

## 経歴
岡山県出身。金光学園高等学校卒業。1970年京都大学理学部卒業。1975年京都大学大学院理学研究科宇宙物理学専攻博士課程単位取得退学、1976年理学博士。論文の題は「Spectroscopic study of the Ap star 73 draconis : a model atmosphere analysis（Ap星73Draconisの分光学的研究 : モデル大気による解析）」。 元日本天文学会副理事長。

## 代表的な学術論文
- Sadakane, K., Nishida, M., "Twelve additional 'Vega-like' stars", Astronomical Society of the Pacific, Publications (ISSN 0004-6280), vol. 98, July 1986, p. 685-689.
- Sadakane, K. et al., "Ultraviolet spectroscopic observations of HD 77581(Vela X-1 = 4U 0900-40)", Astrophysical Journal, Part 1 (ISSN 0004-637X), vol. 288, Jan. 1, 1985, p. 284-291.
- Sadakane, K., Takada, M., Jugaku, J., "The resonance lines of aluminum in IUE spectra of B-type chemically peculiar stars", Astrophysical Journal, Part 1 (ISSN 0004-637X), vol. 274, Nov. 1, 1983, p. 261-269.
- Sadakane, K., Nishimura, M., "Metal Abundances and the Microturbulence in VEGA", ASTRON. SOC. OF JAPAN. PUBLICATIONS V. 33, P. 189, 1981
- Sadakane, K., Nishimura, M. "Differential abundance analysis of GAM GEM (A0IV) relative to the standard star alf LYR (A0V)", Publ. Astron. Soc. Jap., 31, 481-493 (1979)

## 著書

### 共著
- 『宇宙を解く - 現代天文学演習』（1988年、恒星社厚生閣）
- 『宇宙を観るI＜初級篇＞ - 現代天文学実験』（1989年、恒星社厚生閣）
- 『新・宇宙を解く - 現代天文学演習』（1993年、恒星社厚生閣）